# NGC 2442
NGC 2442 / 2443 és una galàxia espiral intermèdia a uns 50 milions d'anys llum en la constel·lació del Peix Volador. Va ser descoberta per John Herschel. Associat amb la galàxia hi ha HIPASS J0731-69, un núvol de gas buit d'estrelles. És probable que el núvol es desprengués de la galàxia pel pas d'una altra.

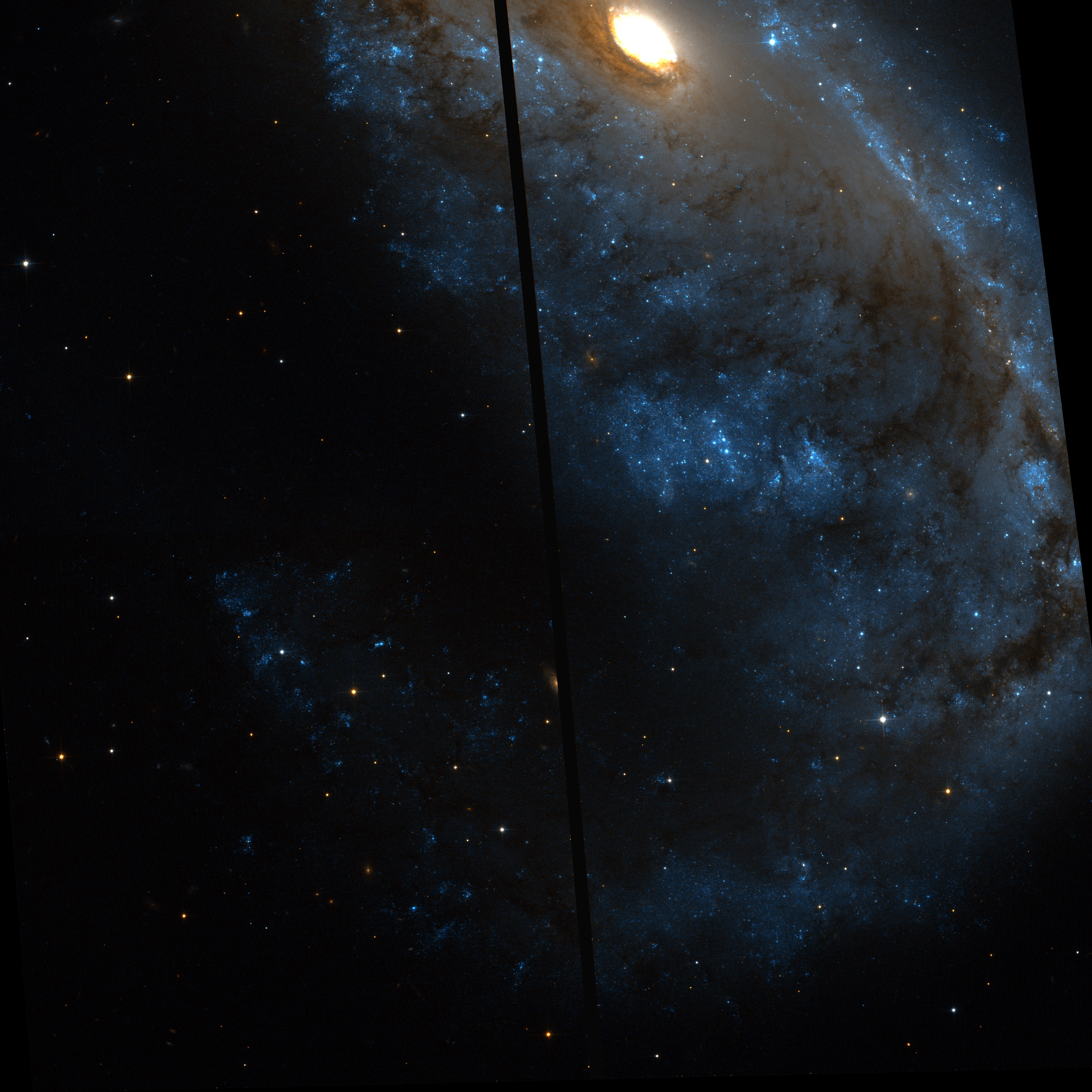
Nucli i ala sud del NGC 2442 vist pel Telescopi Espacial Hubble, vista de 3,4′